# سنگ‌نگاره آنوبانی‌نی

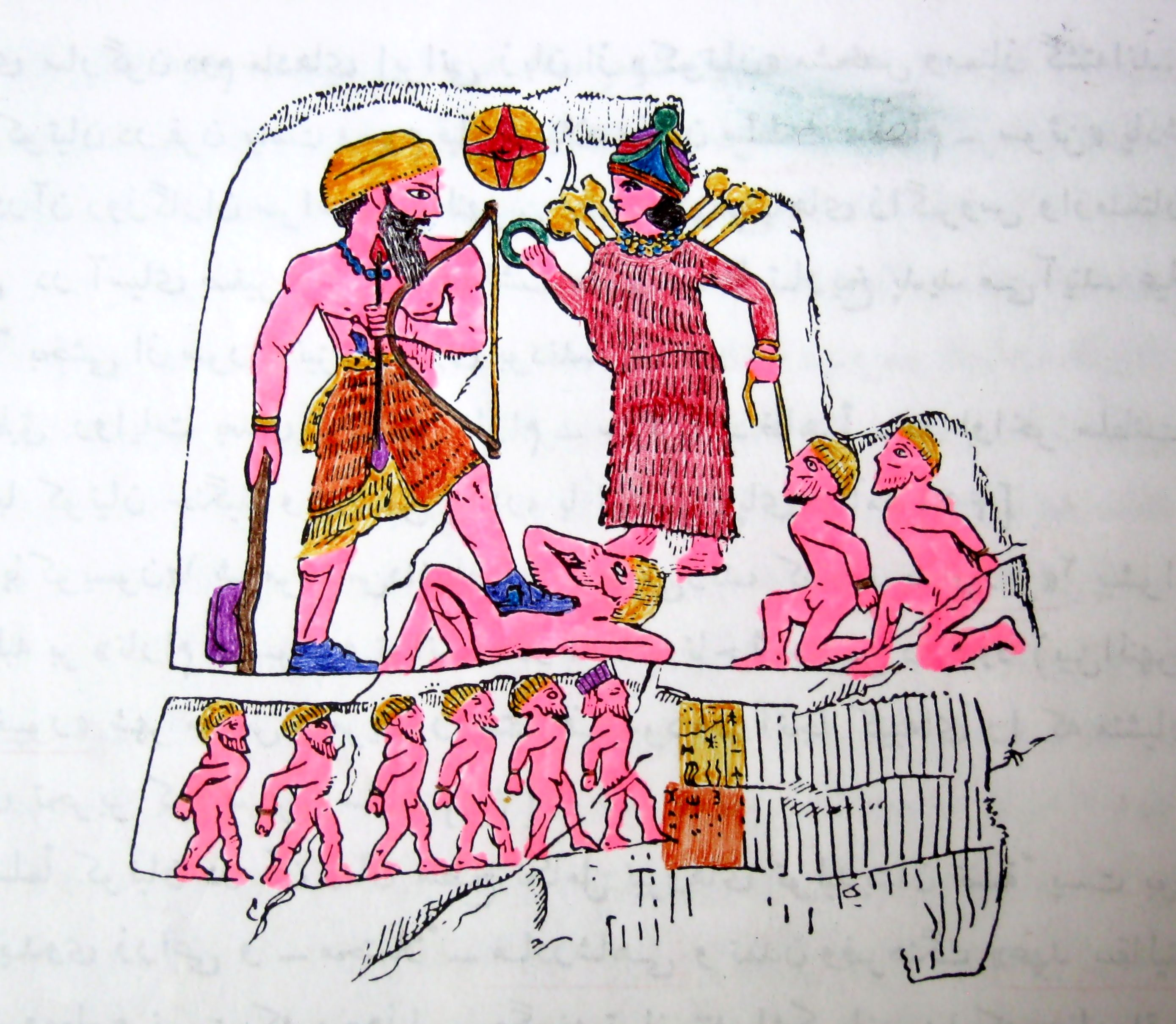
ترسیمی از ملکه و پادشاه غالب بر لولوبیان و ستاره ایشتار

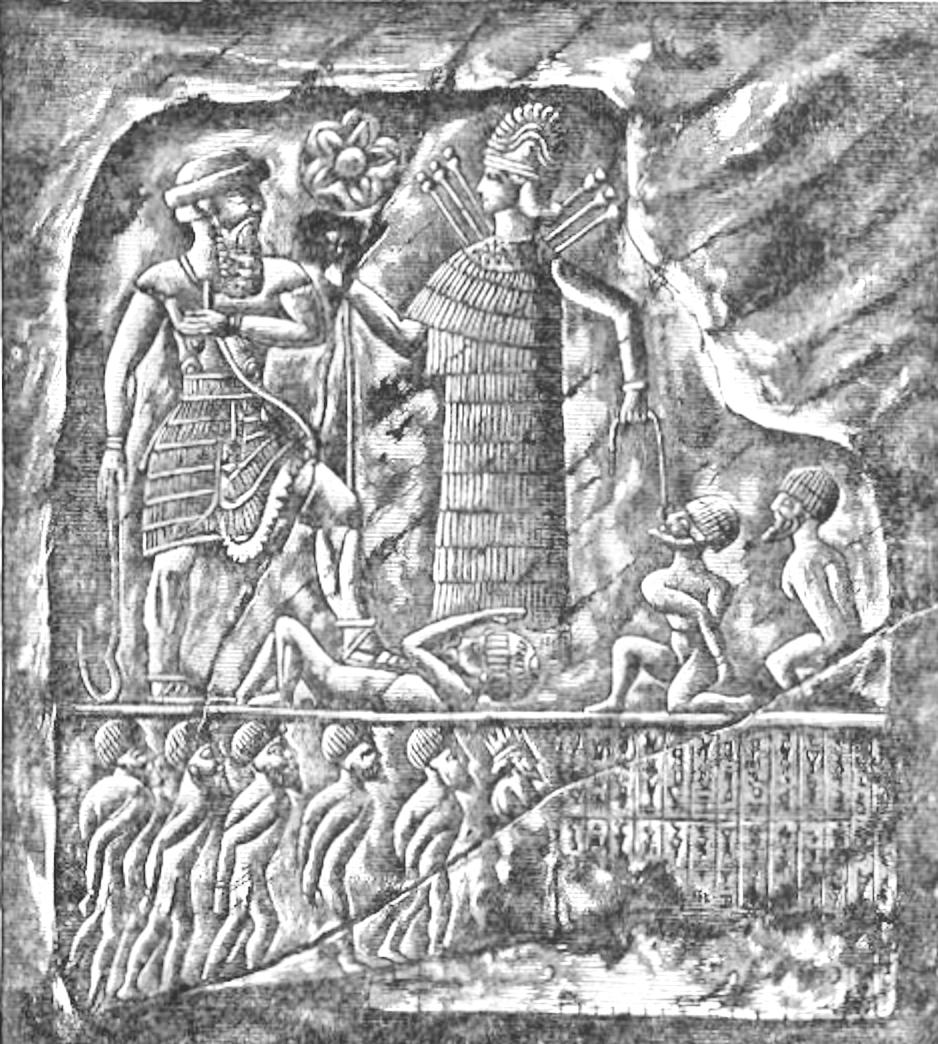
ترسیمی از اثر بر روی چوب در سال ۱۹۱۸

سنگ‌نگاره آنوبانی‌نی یا نقش‌برجسته آنوبانی‌نی یکی از نقش‌برجسته‌های متعلق به یکی از چهار عنصر قومی زاگرس‌نشین در هزارهٔ سوّم پ.م. بنام لولوبیان است؛ که پیش از آریایی‌ها در این محل سکونت داشتند. نقش برجستهٔ آنوبانی‌نی در ۱۲۰ کیلومتری کرمانشاه و در شهر سرپل ذهاب قرار دارد و در حدود ۲۳۰۰ سال پیش از میلاد تراشیده شده‌است.
این سنگ‌نگاره متعلق به حدود ۲۳۰۰ سال پیش از میلاد و مربوط به لولوبی‌ها است. که با شمارهٔ ثبت ۱۴۹ به‌عنوان یکی از آثار ملی ایران به ثبت رسیده‌است. سنگ‌نگارۀ دیگری نیز از آنوبانی‌نی در نزدیکی آن وجود دارد که جداگانه و به شمارۀ ۱۵۰ ثبت شده است.

## مشخصات اثر
این سنگ‌نگاره در سینه کوهی به بلندای ۳۵ متر منتسب به پادشاه لولوبی است که پای چپ را بر روی پیکر اسیری نهاده و از ایزدبانوی اینانا دو اسیر دیگر را می‌گیرد. در زیر این تصویر صور شش اسیر دیگر هم کنده کاری شده‌است. سنگتراشی بخش پایین که دربردارنده تصویر اسیران است همگی برهنه نشان داده شده‌اند و در حالیکه دست هر کدام از پشت بسته‌است از چپ به راست پشت سر پادشاهی که تاج بر سر دارد (مشابه با کلاه مادی‌های شرقی و پارسیانی که حدود هزار و پانصد سال بعد به حکومت رسیدند)، در حرکت می‌باشند. در زیر این صحنه هم سنگ‌نگاره‌ای که نشانگر پیروزی آنوبانی‌نی است تراشیده شده‌است. این اثر مربوط به قرن ۲۲ پیش از میلاد که شباهت بسیاری به سنگ نگاره مشهور نارام سین آکدی دارد از لحاظ تاریخی با فاصله نزدیکی با آن پدید آمده و ممکن است پس از تضعیف قدرت نارام سین و فرزند وی شارکالی شاری توسط حاکم لولوبی پدید آمده باشد. نام آنوبانی نی آکدی بوده و نوشته مربوط به سنگ نگاره نیز به زبان آکدی می‌باشد و در نتیجه این گمان وجود دارد که حاکم مزبور ممکن است یک حاکم دست نشانده آکدی باشد. این که نام محل سنگ‌نگاره (کوه پادیر) به صراحت ذکر شده، به ظاهر نشان می‌دهد که این محل در مرکز متصرفات آنوبانی‌نی نبوده و شاید صحنه پیروزی یا مرز متصرفات وی بوده‌است.
این اثر به سنگ‌نبشته بیستون که در حدود ۲۰۰۰ سال پس از آن ساخته شده شباهت دارد و به عقیدهٔ برخی پژوهشگران سنگ‌تراشان سنگ‌نبشتۀ بیستون آن اثر را با الهام از سنگ‌نگاره‌های آنوبانی‌نی ساخته‌اند.
دو نفر از اسیران که بزرگتر از سایر اسیران تصویر شده‌اند در پشت الهه اینانا (ایشتار) قرار دارند و دیگر اسیران در صف زیرین قرار گرفته‌اند و همگی برهنه که دستانشان از پشت بسته شده‌است. در زیر پای پادشاه اسیری دیگر لگدکوب شده و کتیبه‌ای به زبان اکدی با این مضمون نقل شده‌است:
 آنوبانی‌نی پادشاه توانا، پادشاه لولوبی نقش خود و نقش الهه ایشتار را در کوه باتیر رسم کرده‌است. آن کس که این نقوش و این لوح را محو کند، به نفرین و لعنت آنو، آنوتوم، انلیل، نین‌لیل، ادد، ایشتار، سین و شمش گرفتار و دودمانش بر باد رواد.
این اثر امروزه در داخل یک دبستان دخترانه در شهر سرپل ذهاب، در ارتفاع ۱۶ متری و بر صخره‌ای به نام میان‌کل قرار دارد.

## مرمت
در سال ۱۴۰۰ برخی اقدامات برای محوطه‌سازی، مستندسازی و ساماندهی کتیبۀ آنوبانی‌نی توسط پایگاه محور ساسانی کرمانشاه انجام شد. در همین راستا انجام مطالعات، آسیب‌شناسی و مرمت کتیبه نیز از سال ۱۴۰۱ آغاز شد. نخستین اقدامات مرمتی از قبیل گلسنگ‌زدایی، استحکام‌بخشی و موزون‌سازی بر روی سه کتیبه از مجموع شش کتیبۀ آنوبانی‌نی در ۳۰ شهریور ۱۴۰۱ آغاز شد که انجام آن به کارشناسان میراث فرهنگی استان فارس واگذار شده که مرمت آثار تخت جمشید را در کارنامۀ خود دارند.

## نگارخانه

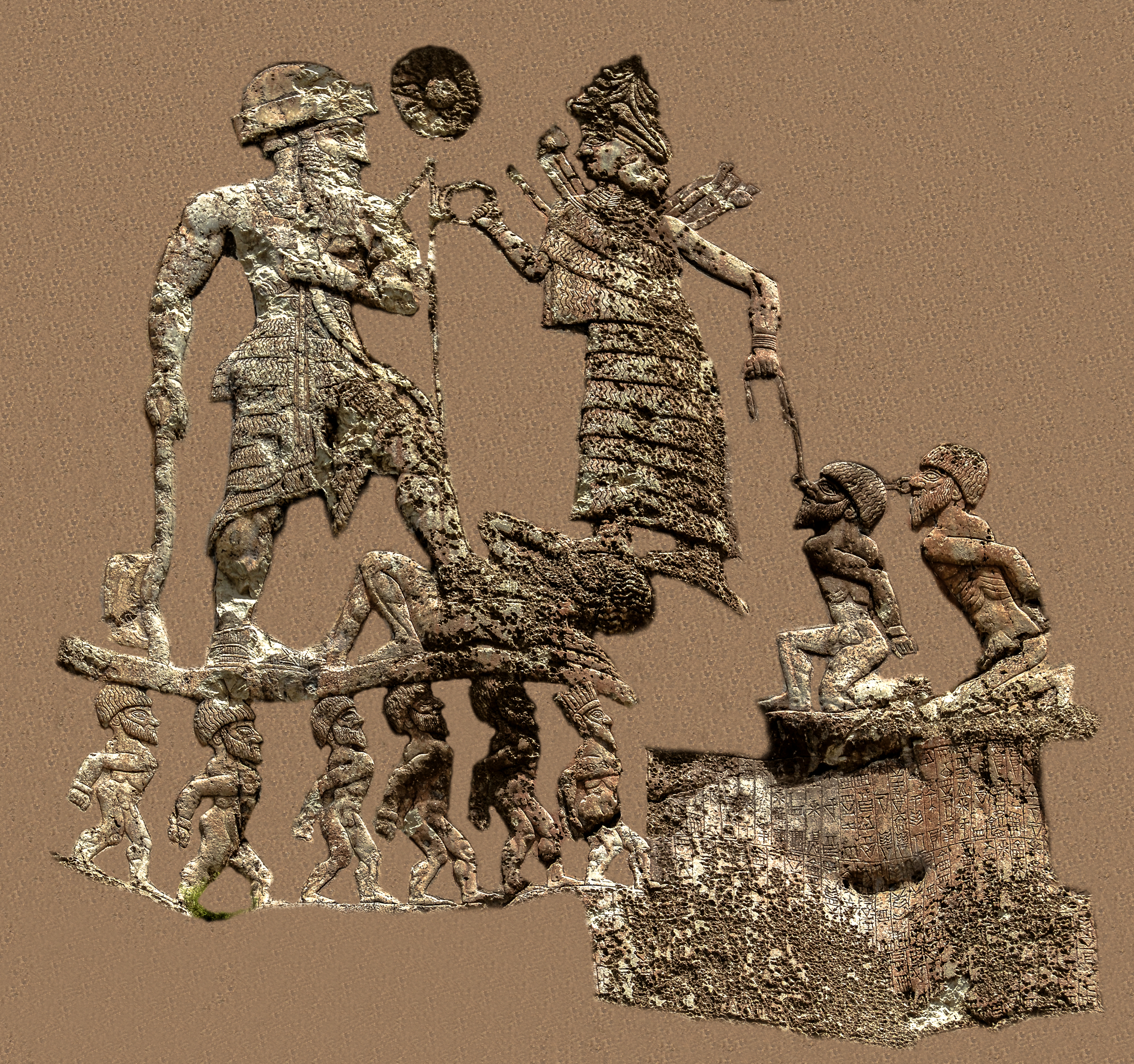
المنت‌های اصلی سنگ‌نگاره: پادشاه، ایزدبانو، زندانیان و سنگ نوشته
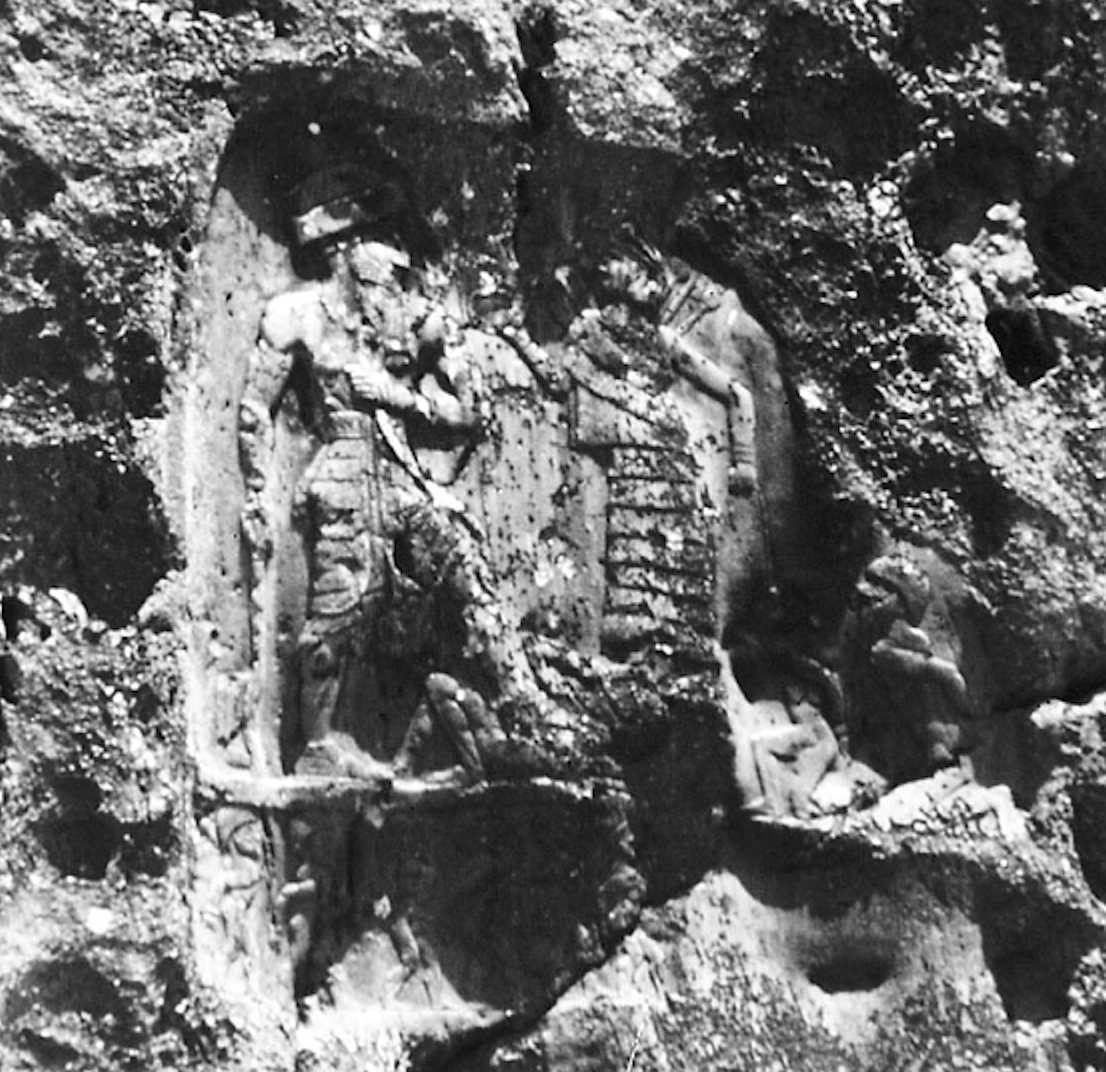
در سال ۱۹۱۳
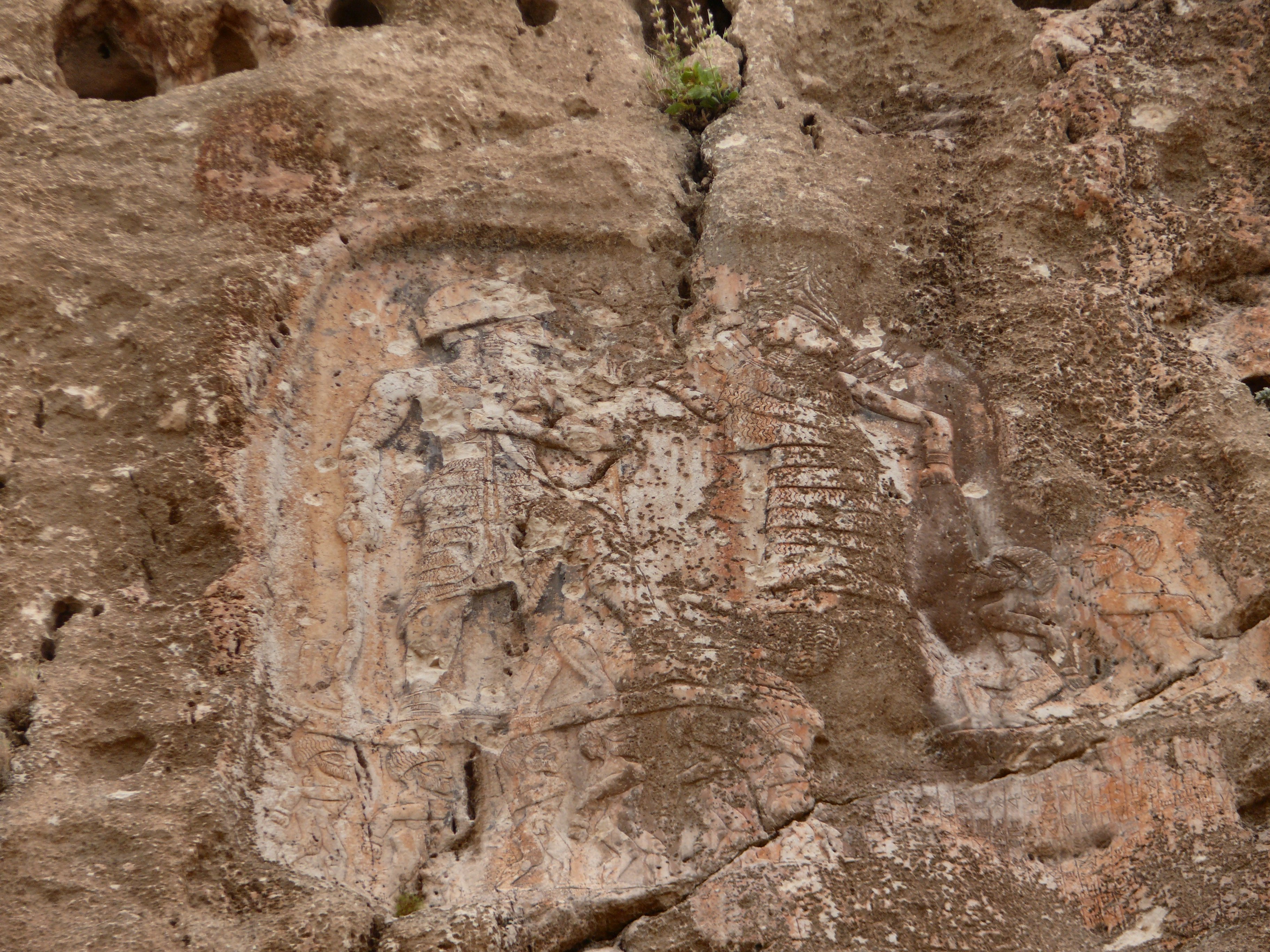
وضعیت کنونی
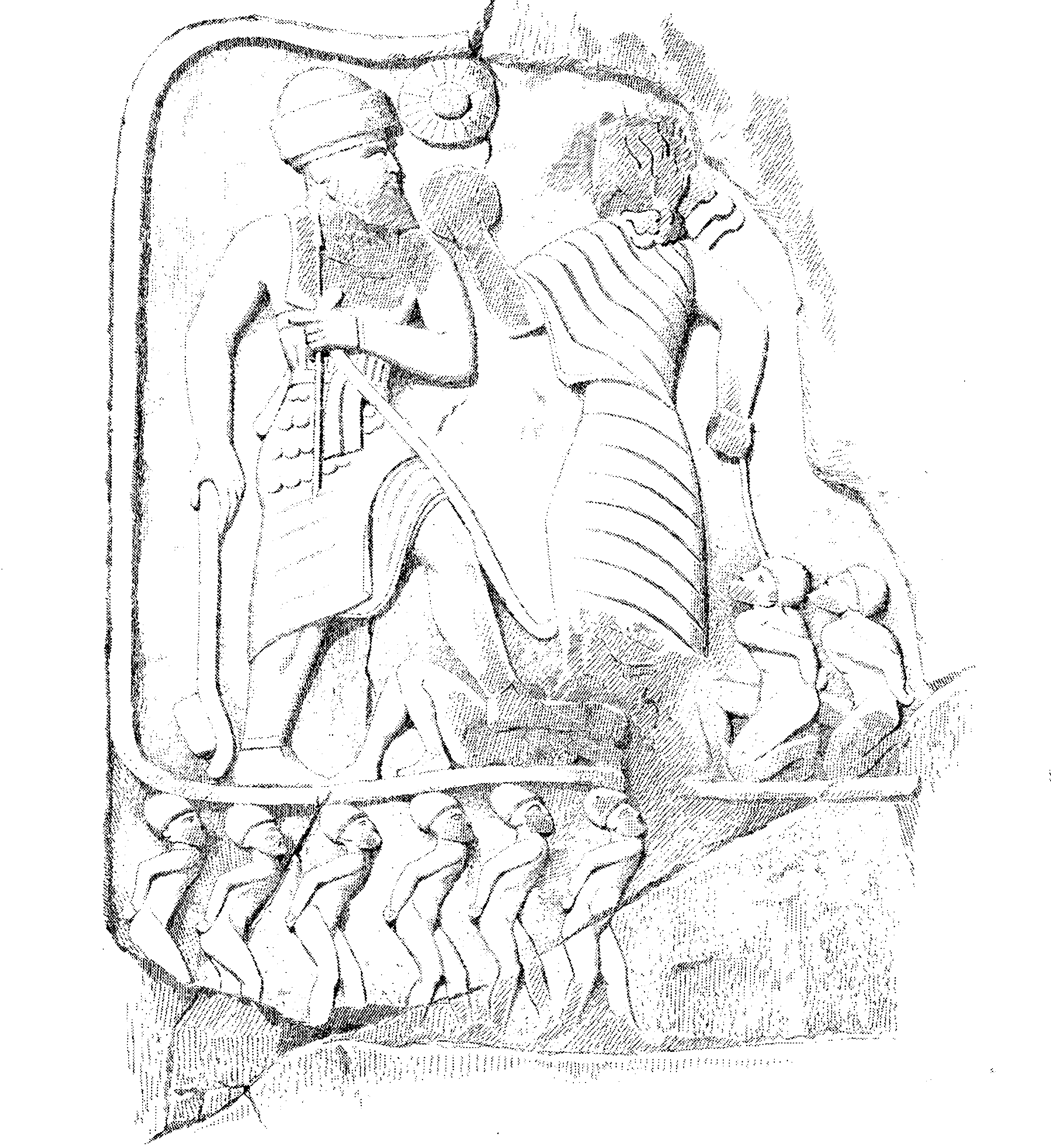
یک طراحی از نقش‌برجسته آنوبانی‌نی که توسط پاسکال کوست در سال ۱۸۴۰ م کشیده شده‌است.
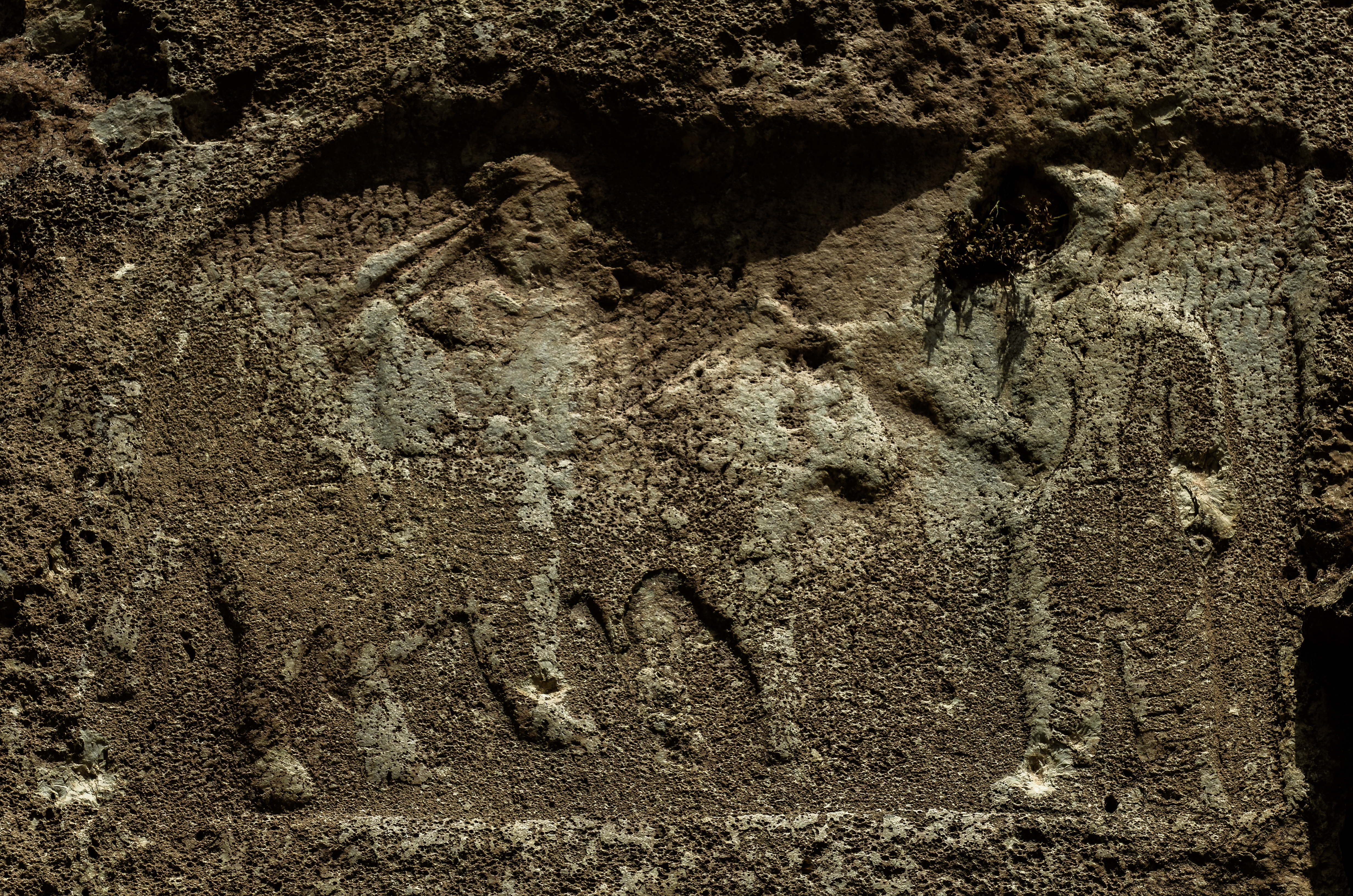
نقش‌برجسته گودرز شاه در کنار سنگ‌نگاره آنوبانی‌نی
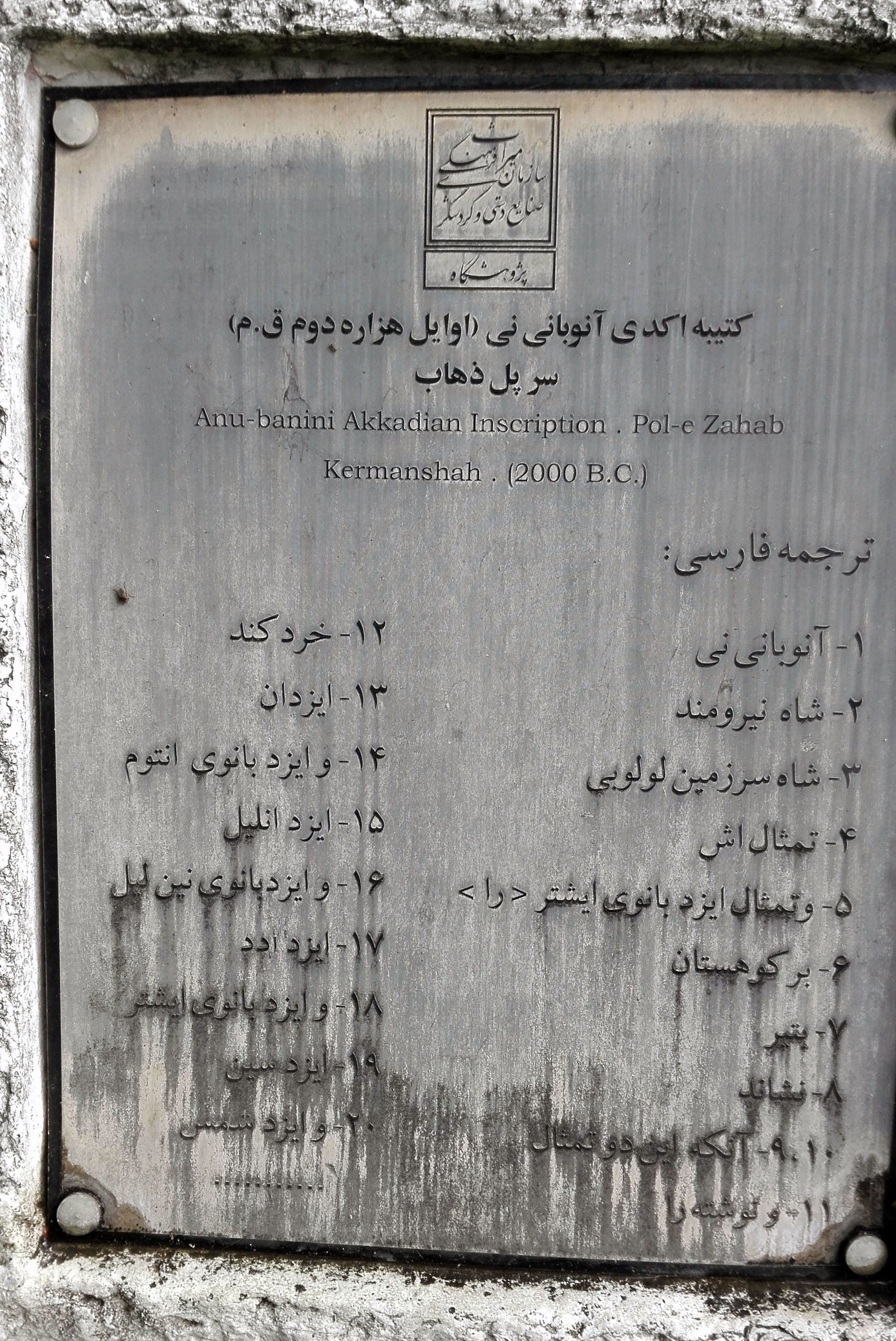
ترجمه فارسی